# Дяк Андрій Юрійович

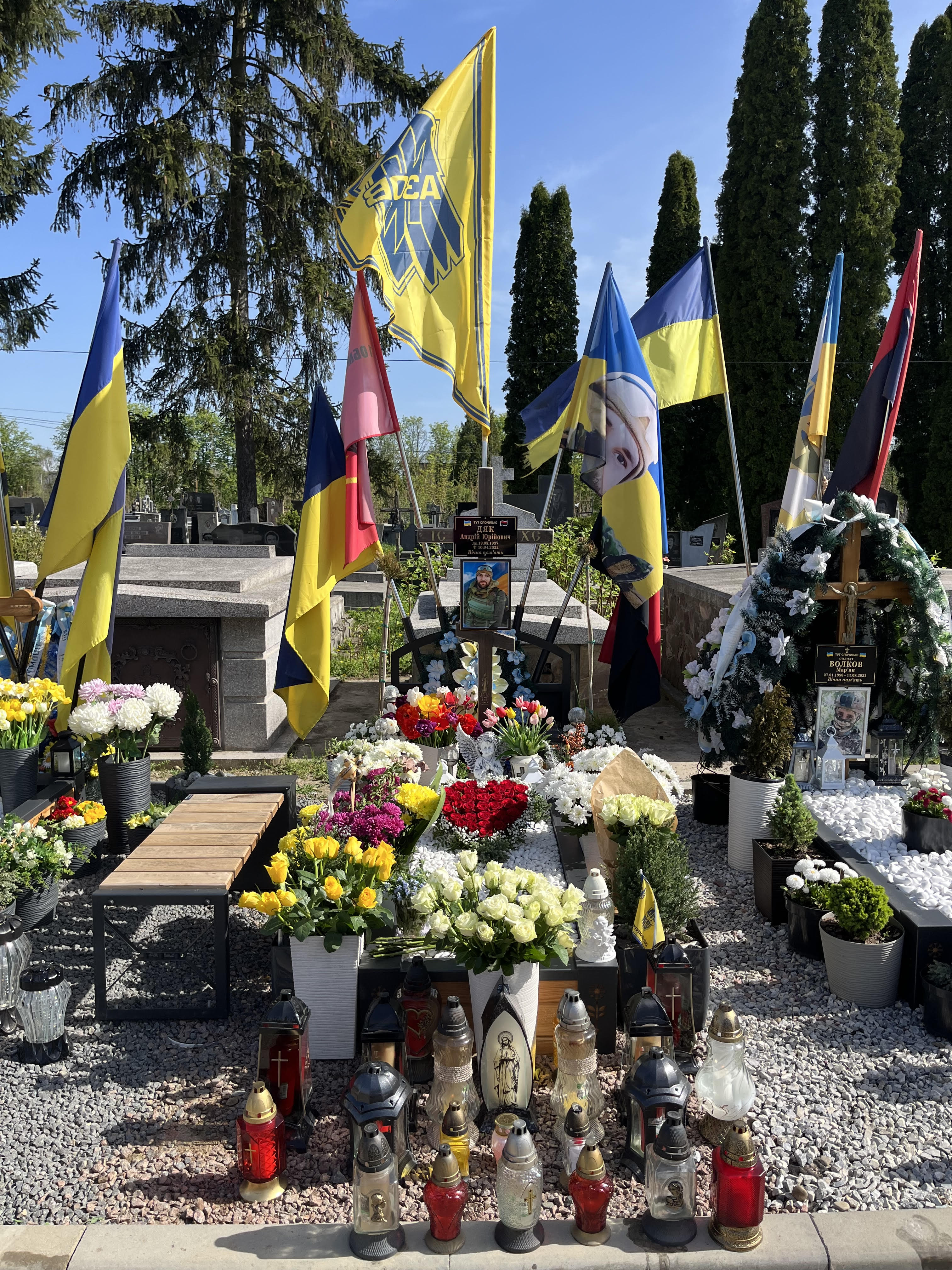

Андрій Юрійович Дяк (псевдо Салем; 19 травня 1987, Стрий, Львівська область — 10 квітня 2022, Маріуполь, Донецька область) — солдат, стрілець відділення другої служби центру спеціальних заходів, військовослужбовець окремого загону спеціального призначення «АЗОВ» Національної Гвардії України, доброволець, учасник повітряної операції на «Азовсталь» силами ГУР, оборонець Маріуполя.

## Життєпис
Андрій Дяк народився 19.05.1987 у місті Стрий Львівської області. Навчався у Стрийській початковій школі №11 та Стрийській СШ № 4, опісля — у військово-спортивному Ліцеї імені Героїв Крут у Львові. У юному віці захоплювався футболом, став справжнім фанатом Львівських «Карпат» і італійського «Інтер».
Згодом закінчив Львівську філію Київського Університету культури і мистецтв, факультет "Готельно-ресторанний бізнес". Працював у сфері туризму.

### Російсько-українська війна
Упродовж 2016—2019 років брав участь в АТО, захищав Батьківщину в складі 36-ї окремої бригади морської піхоти імені контр-адмірала Михайла Білинського. Нагороджений грамотою та відзнакою президента України за участь в АТО.
Після демобілізації працював в іноземній компанії у службі охорони кораблів. Вільно володів англійською мовою, був фізично розвиненим та ідеологічно підкованим. Дуже любив гори, захоплювався фотозйомкою, закінчив Школу фотографії імені Дієґо Марадони.

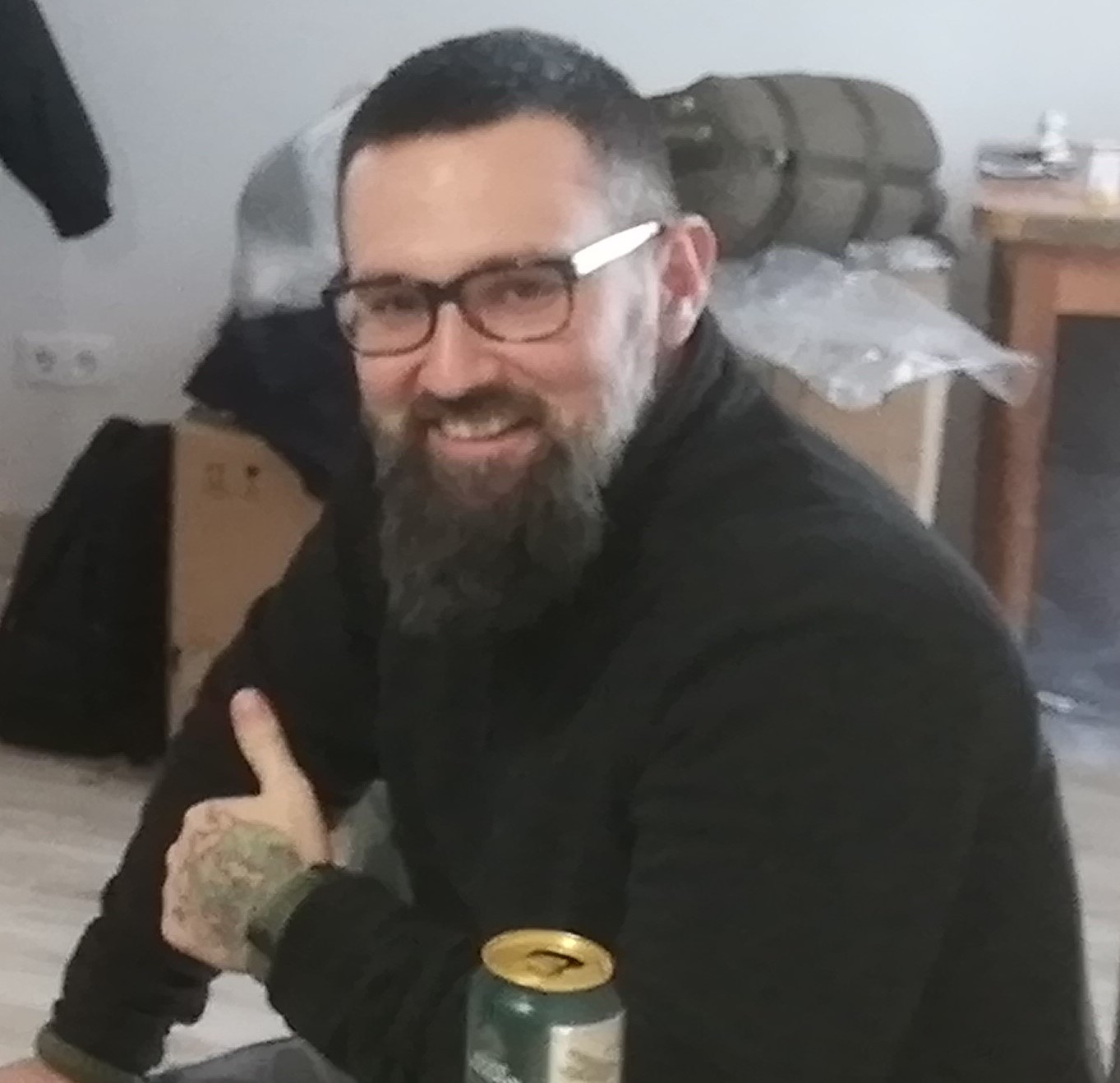
Останнє фото Салема, 03 квітня 2022 року

### Повномаштабне вторгнення росії в Україну (2022)
Після початку широкомасштабного вторгнення російських окупантів не вагаючись розірвав контракт з іноземною компанією і повернувся з-за кордону додому в Україну, аби знову стати на захист Батьківщини. Разом з рідним братом пішли в один день добровольцями. Вони разом вступили до лав Окремого загону спеціального призначення «АЗОВ» Національної Гвардії України. Андрій «Салем» підписався на операцію деблокади Маріуполя і завдяки авіапрориву в оточене місто дістався заводу «Азовсталь». Салем знав, що це квиток в один кінець. Такими були його слова мамі перед вильотом: «Мам, я лечу туди, звідки не повертаються. Там мої побратими, моя бойова сім'я (36 ОБМП 1 рота 2 взводу) — а сім'ї не кидають». Це був свідомий вибір справжнього чоловіка і патріота.

## Обставини загибелі
Андрій «Салем» Дяк загинув 10 квітня 2022 року у вуличних боях на Лівому березі Маріуполя під час штурму їхньої позиції (був командиром групи) зі зброєю у руках. Відмовившись від пропозиції ворога здатися у полон, Салем разом з групою вів бій до останніх секунд життя.
Похований на Алеї Слави м. Стрия.

## Нагороди
- Відзнака Президента України «За участь в антитерористичній операції» за оборону Маріуполя, видана у 2016 році
- Орден «За мужність» III ступеня (посмертно) — за особисту мужність і самовідданість, виявлені у захисті державного суверенітету та територіальної цілісності України, високий професіоналізм, вірність військовій присязі.[джерело?]

## Вшанування
4 серпня 2024 року рідні і близькі Салема здійснили пам'ятний похід на гору Пікуй з встановленням прапору «АЗОВу» і фото бійця на стелі на вершині .

### Книги
- «Маріуполь. Книга Хоробрих, частина 2» / Автор Руслан «Давід» Сербов — Київ: Видавництво ВІСТКА, 2024  [2].